# Jacques Freitag
Jacques Freitag (ur. 11 czerwca 1982 w Warrenton, zm. ok. 17 czerwca 2024 w Pretorii) – południowoafrykański lekkoatleta, skoczek wzwyż.
Jego największym sukcesem jest mistrzostwo świata seniorów z 2003 (Paryż). Zdobywał także złote medale mistrzostw świata kadetów (1999, Bydgoszcz) i juniorów (2000, Santiago). Rekord życiowy: 2,38 (5 marca 2005, Oudtshoorn), wynik ten jest aktualnym rekordem Afryki.
Jego pierwszą trenerką była matka, Hendrina Pieters, mistrzyni RPA w skoku wzwyż z 1973. Karierę sportową przerywały mu kilkakrotnie kontuzje stopy. Na igrzyskach olimpijskich w Atenach zaliczył nieudany występ, odpadając w eliminacjach.
Jacques Freitag został uznany za zaginionego 17 czerwca 2024 roku. Jego ciało zostało odnalezione na zachodnich przedmieściach Pretorii. Został postrzelony.